# Liste der Kulturdenkmale in Oppach

Wappen von Oppach

In der Liste der Kulturdenkmale in Oppach sind die Kulturdenkmale der sächsischen Gemeinde Oppach verzeichnet, die bis Januar 2019 vom Landesamt für Denkmalpflege Sachsen erfasst wurden (ohne archäologische Kulturdenkmale). Die Anmerkungen sind zu beachten.
Diese Aufzählung ist eine Teilmenge der Liste der Kulturdenkmale im Landkreis Görlitz.

## Oppach
| Bild                                    | Bezeichnung | Lage | Datierung                                            | Beschreibung | ID       |
| --------------------------------------- | --- | --- | ---------------------------------------------------- | --- | -------- |
| Weitere Bilder                          | Rittergut Niederoppach (Sachgesamtheit) | Am Alten Graben 2, 4 (Karte) | Kern um 1790                                         | Sachgesamtheit Rittergut Niederoppach, mit folgenden Einzeldenkmalen: Schloss, Tor und Einfriedungspfeiler, im Schlosspark Wasserhaus, Steintisch mit zwei Steinbänken, Wegestein (siehe auch Einzeldenkmale 08962733) sowie Brücke (siehe auch Einzeldenkmal 08962734), und als Sachgesamtheitsteil: Schlosspark (Gartendenkmal) mit Resten einer Wallanlage; Schloss zweigeschossig im Tudorstil, Wasserhaus Bruchstein, oben Zierfachwerk, vielleicht ehemals für Feuerspritze, Wegestein mit Relief einer aus einem Teich auffliegenden Ente und Ortsnamen, baugeschichtliche und ortsgeschichtliche Bedeutung | 09303149 |
| Direkt Bild zu diesem Denkmal hochladen | Brücke über den Alten Graben nahe dem Schloss (Einzeldenkmal zu ID-Nr. 09303149)                                                                                         | Am Alten Graben (nahe Nr. 2 und 4) (Karte) | Bezeichnet mit 1855                                  | Einzeldenkmal der Sachgesamtheit Rittergut Niederoppach; Bruchstein-Bogenbrücke mit Jahrestafel auf der einen, Schriftplatte auf der anderen Seite, baugeschichtlich von Bedeutung | 08962734 |
| Weitere Bilder                          | Schloss, Tor und Einfriedungspfeiler, im Schlosspark Wasserhaus, Steintisch mit zwei Steinbänken, Wegestein (Einzeldenkmale zu ID-Nr. 09303149)                          | Am Alten Graben 2, 4 (Karte) | Kern um 1790                                         | Einzeldenkmale der Sachgesamtheit Rittergut Niederoppach; Schloss zweigeschossig im Tudorstil, Wasserhaus Bruchstein, oben Zierfachwerk, vielleicht ehemals für Feuerspritze, Wegestein mit Relief einer aus einem Teich auffliegenden Ente und Ortsnamen, baugeschichtliche und ortsgeschichtliche Bedeutung | 08962733 |
| Direkt Bild zu diesem Denkmal hochladen | Wohnhaus | Am Alten Graben 7 (Karte) | 1. Hälfte 19. Jahrhundert                            | Wohl Häusleranwesen, Obergeschoss Fachwerk verbrettert, landschaftstypische Bauweise, baugeschichtlich von Bedeutung | 08962786 |
| Weitere Bilder                          | Wohnmühlenhaus, zwei Mühlsteine vor dem Haus (Dammühle) | Am Alten Graben 11 (Karte) | Nach 1857                                            | Ortshistorische Bedeutung | 08962787 |
| Direkt Bild zu diesem Denkmal hochladen | Wohnstallhaus und Scheune eines Bauernhofes | Am Alten Graben 18 (Karte) | Um 1800                                              | Exponiert liegender Bauernhof, Wohnstallhaus Obergeschoss Fachwerk, verbrettert, mit schönem Korbbogenportal, Fachwerk-Scheune, beide Gebäude weitgehend ursprünglich in Aussehen und Konstruktion, baugeschichtlich und wirtschaftsgeschichtlich von Bedeutung | 08962732 |
|                                         | Wohnhaus (Umgebinde) | An der Auemühle 1 (Karte) | Bezeichnet mit 1849                                  | Obergeschoss Fachwerk, zweifarbig ornamental verschiefert, Umgebinde mit profilierten Säulen, schönes Türportal, regionaltypisches Aussehen, baugeschichtlich von Bedeutung | 08962727 |
| Direkt Bild zu diesem Denkmal hochladen | Wohnhaus, bestehend aus zwei Flügeln | An der Schustermühle 16 (Karte) | 1936                                                 | Anwesen gehörte zur Niedermühle Beiersdorf, Brettmühlenstraße 3, Wohnhaus im Heimatstil, beim durchgehenden Flügel Obergeschoss verbrettert, möglicherweise kein Fachwerk, hier auch kleiner hölzerner Eingangsvorbau, baugeschichtlich von Bedeutung | 09303804 |
| Direkt Bild zu diesem Denkmal hochladen | Wohnhaus (Umgebinde) mit Wirtschaftsteil | August-Bebel-Straße 3 (Karte) | Bezeichnet mit 1866                                  | Obergeschoss Fachwerk, zweifarbig ornamental verschiefert, Beispiel der späten regionaltypischen Holzbauweise, an ortsbildprägender Stelle, baugeschichtlich von Bedeutung | 08962721 |
| Direkt Bild zu diesem Denkmal hochladen | Gasthof (Kretscham) | August-Bebel-Straße 4 (Karte) | 1950er Jahre, Kern wahrscheinlich älter              | Im Straßenbild dominierend, massiv mit markanter Eingangsarkatur (drei Bögen, innen Einbau eines alten Türgewändes, bezeichnet mit 1843), architektonisch und historisch von Interesse | 08962722 |
| Direkt Bild zu diesem Denkmal hochladen | Wohnhaus (Umgebinde) | August-Bebel-Straße 7, 9 (Karte) | Um 1900                                              | Obergeschoss Fachwerk, verschiefert, spätes Beispiel regionaltypischer Holzbauweise, an straßenbildprägender Stelle, baugeschichtlich von Bedeutung | 08962719 |
| Direkt Bild zu diesem Denkmal hochladen | Wohnhaus mit Laden | August-Bebel-Straße 13 (Karte) | Bezeichnet mit 1903                                  | Historisierend, Putzfassade mit einigem Ornament (Putzgliederung, Fensterbekrönungen), mit Betonung der Ecksituation durch Giebelaufsatz und Balkon, baugeschichtlich und straßenbildprägend von Bedeutung | 08962717 |
| Direkt Bild zu diesem Denkmal hochladen | Pfarrhaus mit Nebengebäude und Torbogen | August-Bebel-Straße 14 (Karte) | 1920er Jahre                                         | Mit vergleichsweise interessanter architektonischer Linie, im traditionalistischen Stil der 1920er Jahre, baugeschichtlich von Bedeutung | 08962718 |
| Direkt Bild zu diesem Denkmal hochladen | Villa Daheim | August-Bebel-Straße 18 (Karte) | 1890er Jahre                                         | Historistisch mit einiger Dekoration (Putzgliederung, Fensterbekleidung), Einflüssen des Schweizerstils (Holzverzierungen in den Giebeln) und markantem runden Eckturm (Kegeldach) mit Halbsäulengliederungen korinthischer Ordnung, baugeschichtlich von Bedeutung | 08962712 |
| Direkt Bild zu diesem Denkmal hochladen | Mietshaus und Werkstattgebäude sowie Einfriedung | August-Bebel-Straße 29 (Karte) | Um 1905                                              | Städtisches Wohnhaus mit zum Teil aufwendiger Fensterrahmung sowie -sprossung, Formensprache teils zeitgenössisch im Reformstil, teils historistisch, Werkstatt-Seitengebäude zum Teil gleiche Ornamentik, baugeschichtlich von Bedeutung | 08962802 |
| Direkt Bild zu diesem Denkmal hochladen | Villa mit Einfriedung | August-Bebel-Straße 33 (Karte) | Um 1910                                              | Unregelmäßiger Grundriss, Formapparat der Reformarchitektur und des Historismus, baugeschichtlich von Bedeutung | 08962801 |
| Direkt Bild zu diesem Denkmal hochladen | Fabrikantenvilla mit Garten, Einfriedung und Nebengebäude | Bachstraße 6 (Karte) | Um 1900                                              | Historistisches Gebäude mit Zierfachwerk an Giebel und Eckturm, Jugendstil-Garteneinfriedung, von baugeschichtlicher und ortsgeschichtlicher Relevanz | 08962740 |
| Direkt Bild zu diesem Denkmal hochladen | Wohnhaus (Umgebinde) | Bachstraße 18 (Karte) | 1. Hälfte 19. Jahrhundert                            | Eingeschossig, im ursprünglichen Aussehen weitgehend erhaltenes Relikt ländlicher Holzbauweise in veränderter Umgebung, baugeschichtlich von Bedeutung | 08962742 |
| Direkt Bild zu diesem Denkmal hochladen | Wohnhaus (Umgebinde) | Dammweg 6 (Karte) | 1. Hälfte 19. Jahrhundert                            | Obergeschoss Fachwerk, mehrfarbig verschiefert, in Konstruktion und Aussehen typisch für die regionale Holzbauweise, baugeschichtlich von Bedeutung | 08962745 |
| Direkt Bild zu diesem Denkmal hochladen | Kriegerdenkmal für die Gefallenen des 1. und des 2. Weltkrieges | Dresdener Straße (unterhalb der Kirche) (Karte) | Nach 1918; nach 1945                                 | Behauener Monolith mit Schriftplatte, ortsgeschichtlich von Bedeutung | 08962737 |
| Weitere Bilder                          | Kirche mit Kirchhof, Einfriedung, einigen Grabmalen und Lutherobelisk | Dresdener Straße (neben Nr. 3) (Karte) | Erwähnt 14. Jahrhundert, Neubau bezeichnet mit 1786  | Barocke Saalkirche (im Kern älter) mit eingezogenem Chor, mehrere Granitportale mit alten Türblättern, Westturm mit Zwiebelhaube, baugeschichtlich, ortsgeschichtlich und ortsbildprägend von Bedeutung | 08962736 |
| Direkt Bild zu diesem Denkmal hochladen | Wohnhaus (Umgebinde) | Dresdener Straße 3 (Karte) | Kern 1. Hälfte 18. Jahrhundert                       | Eingeschossig, detailliert ursprünglich erhalten; durch Lage und Konstruktion bemerkenswert, baugeschichtlich von Bedeutung | 08962735 |
| Direkt Bild zu diesem Denkmal hochladen | Villa mit Garten | Fabrikweg 3 (Karte) | Bezeichnet mit 1902                                  | Historisierend mit aufwendiger Fenstergestaltung und weiterem Ornament, Einflüsse des Schweizerstils, baugeschichtlich von Bedeutung | 08962741 |
| Direkt Bild zu diesem Denkmal hochladen | Siemens-Siedlung (Sachgesamtheit) | Fichtestraße 1, 2, 3, 4, 5, 6, 7, 8, 9, 10, 11, 12, 13, 14, 15, 16, 17, 18, 19, 20, 21, 23, 25, 27, 29, 31, 33 (Zumpestraße 4, 6, 8, 10, 12, 14) (Karte) | 1937                                                 | Sachgesamtheit Siemens-Siedlung, bestehend aus neun Häuserblöcken, Fichtestraße 1–33 und 2–20 (siehe Einzeldenkmale 08962713) und Zumpestraße 4–14 (siehe Einzeldenkmal 08962714); Siedlung für die Angestellten der Siemens-Schaltelektronik, im traditionalistischen Stil der 1930er Jahre, vollständig in Aussehen (bis ins Detail) und Struktur erhalten, Formen dem ländlichen Bauen entlehnt, in diesem Erhaltungszustand mittlerweile Seltenheitswert, ortshistorisch und architektonisch von Interesse | 09303343 |
| Direkt Bild zu diesem Denkmal hochladen | Acht Häuserblöcke (Einzeldenkmale zu ID-Nr. 09303343) | Fichtestraße 1, 2, 3, 4, 5, 6, 7, 8, 9, 10, 11, 12, 13, 14, 15, 16, 17, 18, 19, 20, 21, 23, 25, 27, 29, 31, 33 (Karte)                                   | 1937                                                 | Einzeldenkmale der Sachgesamtheit Siemens-Siedlung | 08962713 |
| Direkt Bild zu diesem Denkmal hochladen | Umgebindehaus mit hinterem Anbau | Fuchsweg 2 (Karte) | Um 1850                                              | Umgebindehaus eingeschossig, rechter Teil Fachwerk verbrettert, Anbau mit Fachwerk-Obergeschoss; baugeschichtlicher Wert | 09304837 |
| Direkt Bild zu diesem Denkmal hochladen | Villa mit Garten und Toreinfahrt | Gartenstraße 1 (Karte) | Um 1930                                              | Im traditionalistischen Stil der 1920er Jahre, Kubus mit zwei Runderkern und Walmdach, baugeschichtlich von Bedeutung | 08962738 |
| Direkt Bild zu diesem Denkmal hochladen | Wohnhaus (Umgebinde) | Gartenstraße 2 (Karte) | Um 1850                                              | Obergeschoss Fachwerk verkleidet, weitgehend in der Konstruktion erhalten, Relikt ländlicher Holzbauweise in ansonsten veränderter Umgebung, baugeschichtlich von Bedeutung | 08962739 |
| Weitere Bilder                          | Neue Grenzmühle (Rothe Mühle) | Grahbergstraße 38 (Karte) | 2. Hälfte 19. Jahrhundert, Kern wahrscheinlich älter | Wohnmühlenhaus und Produktionsgebäude; massive Gebäude, Wohnhaus mit Korbbogenportal, von technikgeschichtlicher und ortshistorischer Bedeutung | 08962784 |
| Direkt Bild zu diesem Denkmal hochladen | Wohnstallhaus | Jägerhausstraße 1 (Karte) | 1. Hälfte 19. Jahrhundert                            | Obergeschoss Fachwerk, zweifarbig ornamental verschiefert, ehemals Umgebindehaus, Blockstube erhalten, weitgehend im typischen Aussehen der regionalen Holzbauweise erhalten (bis auf Rückseite), baugeschichtlich von Bedeutung | 08962750 |
| Direkt Bild zu diesem Denkmal hochladen | Wohnhaus (Umgebinde) | Jägerhausstraße 9 (Karte) | Um 1850                                              | Eingeschossig, Umgebinde-Konstruktion weitgehend erhalten, baugeschichtlich von Bedeutung | 08962749 |
| Direkt Bild zu diesem Denkmal hochladen | Wohnhaus (Umgebinde) mit Anbau | Katermautze 7 (Karte) | Um 1800                                              | Eingeschossig, bemerkenswert im ursprünglichen Aussehen erhalten, mit im Winkel angefügten zweigeschossigen Fachwerk-Anbau, baugeschichtlich von Bedeutung | 08962783 |
| Direkt Bild zu diesem Denkmal hochladen | Wohnhaus | Kleiner Weg 1 (Karte) | 2. Hälfte 19. Jahrhundert                            | Obergeschoss Fachwerk verschiefert, regionaltypisches Aussehen, Beispiel der Spätphase ländlicher Holzbauweise, baugeschichtlich von Bedeutung | 08962743 |
| Direkt Bild zu diesem Denkmal hochladen | Wohnhaus (Umgebinde) mit Wirtschaftsteil | Kleiner Weg 3 (Karte) | 1. Hälfte 19. Jahrhundert                            | Einstöckiges Umgebindehaus mit hölzernem Wirtschaftsteil, im ursprünglichen Aussehen erhalten, baugeschichtlich von Bedeutung | 08962744 |
| Direkt Bild zu diesem Denkmal hochladen | Wohnhaus (Umgebinde) | Kleiner Weg 4 (Karte) | 19. Jahrhundert                                      | Eingeschossig mit Granittürstock und Dachhecht, baugeschichtlich von Bedeutung | 09303805 |
| Direkt Bild zu diesem Denkmal hochladen | Wohnhaus (Umgebinde) | Lindenberger Straße 2 (Karte) | Um 1850                                              | Doppelstubenhaus, Obergeschoss Fachwerk verschiefert, baugeschichtlich von Bedeutung | 08962785 |
|                                         | Wohnhaus (Umgebinde) | Lindenberger Straße 9 (Karte) | Um 1850                                              | Eingeschossig, weitgehend in Konstruktion und Aussehen erhalten, baugeschichtlich von Bedeutung | 08962796 |
| Direkt Bild zu diesem Denkmal hochladen | Wohnhaus (Umgebinde) | Löbauer Straße 1 (Karte) | Um 1850                                              | Doppelstubenhaus, Eingangsbereich auch mit Umgebinde (Seltenheitswert), Obergeschoss Fachwerk, mit ornamentaler Verschieferung (Sonnenmotiv), Relikt ländlicher Holzbauweise in veränderter Umgebung, baugeschichtlich von Bedeutung | 08962720 |
|                                         | Wohnhaus (zwei Hausnummern) mit Anbau | Löbauer Straße 6, 8 (Karte) | 2. Hälfte 19. Jahrhundert                            | Obergeschoss Fachwerk verschiefert, an straßenbildprägender Stelle, mit gelungenem hölzernen Anbau im modernen Stil der 1920er Jahre, schönes Beispiel regionaltypischer Holzbauweise, baugeschichtlich von Bedeutung | 08962729 |
| Direkt Bild zu diesem Denkmal hochladen | Wohnhaus (Umgebinde) mit integriertem Wirtschaftsteil und Seitengebäude                                                                                                  | Löbauer Straße 11 (Karte) | 1. Hälfte 19. Jahrhundert                            | Einstöckiges Umgebindehaus, mit erhaltenem Holzteil auch auf der Wirtschaftsseite, einstöckige Scheune in Holzkonstruktion, weitgehend im ursprünglichen Aussehen erhalten, baugeschichtlich und wirtschaftsgeschichtlich von Bedeutung | 08962731 |
| Direkt Bild zu diesem Denkmal hochladen | Wohnhaus (Umgebinde) und Scheune | Löbauer Straße 13 (Karte) | 2. Hälfte 19. Jahrhundert                            | Obergeschoss Fachwerk verschiefert, ortsbildprägender Zweiseithof an der ehemaligen Hufe, baugeschichtlich und wirtschaftsgeschichtlich von Bedeutung | 08962730 |
| Direkt Bild zu diesem Denkmal hochladen | Wohnhaus | Löbauer Straße 16 (Karte) | 1. Hälfte 19. Jahrhundert, später überformt          | Zweigeschossig massiv, mit Dekoration und Dacherker im Stil des Historismus (Haus selbst älter) sowie hölzernem verzierten Wintergarten an der Rückseite, baugeschichtlich von Bedeutung | 08962757 |
| Direkt Bild zu diesem Denkmal hochladen | Wohnhaus | Löbauer Straße 18 (Karte) | Bezeichnet mit 1828                                  | Obergeschoss Fachwerk verkleidet, an ortsbildprägender Stelle, zwei profilierte Türgewände, eines davon Korbbogenportal, mit schönen alten Türblättern | 08962760 |
| Weitere Bilder                          | Gasthaus „Zur Auemühle“ (Umgebinde) | Löbauer Straße 19 (Karte) | 2. Hälfte 19. Jahrhundert                            | Obergeschoss Fachwerk verschiefert, baugeschichtlich von Bedeutung | 08962728 |
|                                         | Wohnhaus (Umgebinde) | Löbauer Straße 20 (Karte) | Um 1850                                              | Eingeschossiges Umgebindehaus, auch im Wirtschaftsteil verbrettert, straßenbildprägende Lage, baugeschichtlich von Bedeutung | 08962751 |
|                                         | Wohnhaus (Umgebinde) mit integriertem Wirtschaftsteil | Löbauer Straße 21 (Karte) | Um 1850, möglicherweise etwas älter                  | Einstöckiges Umgebindehaus, in straßenbildprägender Lage, baugeschichtlich von Bedeutung | 08962756 |
|                                         | Wohnhaus (Umgebinde) (mit zwei Hausnummern) | Löbauer Straße 26, 28 (Karte) | Bezeichnet mit 1887, Kern älter                      | Obergeschoss Fachwerk verschiefert, an ortsbildprägender Stelle, baugeschichtlich von Bedeutung | 08962752 |
| Direkt Bild zu diesem Denkmal hochladen | Wohnhaus (Umgebinde) | Löbauer Straße 35 (Karte) | Um 1850                                              | Eingeschossiges Umgebindehaus, Giebel verbrettert; an ortsbildprägender Stelle, baugeschichtlich von Bedeutung | 08962758 |
| Direkt Bild zu diesem Denkmal hochladen | Wohnstallhaus (Umgebinde) mit integriertem Wirtschaftsteil | Löbauer Straße 37 (Karte) | 1. Hälfte 19. Jahrhundert                            | Einstöckiges Umgebindehaus, mit hölzernem Wirtschaftsteil, hochgradig im ursprünglichen Aussehen erhalten, baugeschichtlich von Bedeutung | 08962759 |
| Direkt Bild zu diesem Denkmal hochladen | Gasthaus „Pursche“, mit Gästegarten und Gartenhaus | Löbauer Straße 38 (Karte) | Bezeichnet mit 1885                                  | Am Gasthaus Obergeschoss Fachwerk verschiefert, hölzernes Gartenhaus in pittoresken Formen, straßenbildprägende Lage, von baugeschichtlicher und ortshistorischer Relevanz | 08962753 |
|                                         | Wohnstallhaus (Umgebinde) | Löbauer Straße 40 (Karte) | Bezeichnet mit 1856                                  | Obergeschoss Fachwerk, teils ornamental verschiefert, teils verbrettert, teils Sichtfachwerk, trotz Veränderungen im Giebel noch überwiegend typisch in Aussehen und Konstruktion, baugeschichtlich von Bedeutung | 08962754 |
|                                         | Wohnstallhaus (Umgebinde) | Löbauer Straße 51 (Karte) | Bezeichnet mit 1863, Kern älter                      | Eingeschossiges Doppelstubenhaus, mit zweigeschossigem gegiebelten Seitenausbau in Fachwerk, verschieferter Giebel, in regionaltypischer Konstruktion erhalten, baugeschichtlich von Bedeutung | 08962761 |
| Direkt Bild zu diesem Denkmal hochladen | Wohnstallhaus (Umgebinde) | Löbauer Straße 61 (Karte) | 1. Hälfte 19. Jahrhundert                            | Obergeschoss und Giebel Fachwerk verbrettert, Konstruktion weitgehend erhalten, durch erhöhte Lage stark ortsbildprägend, baugeschichtlich von Bedeutung | 08962762 |
|                                         | Wohnhaus (Umgebinde) | Löbauer Straße 69 (Karte) | 1. Hälfte 19. Jahrhundert                            | Obergeschoss Fachwerk, mit schöner Verbretterung, Umgebinde mit profilierten Säulen, weitgehend in Konstruktion und Aussehen erhalten, straßenbildprägende Lage, baugeschichtlich von Bedeutung | 08962755 |
|                                         | Fabrik (ehemalige Siemens-Schaltelektronik), bestehend aus Hauptgebäude, Galvanikgebäude mit Heizhaus und Esse, Verwaltungsgebäude und Pförtnergebäude sowie Einfriedung | Straße der Freundschaft 6, 8 (Karte) | 1929–1930                                            | Eines der wenigen Zeugnisse des Bauens der Neuen Sachlichkeit im Landkreis, ortsgeschichtliche und überregionale architektonische Bedeutung | 08962726 |
| Direkt Bild zu diesem Denkmal hochladen | Wohnhaus (Umgebinde) mit integriertem Wirtschaftsteil | Straße der Jugend 13 (Karte) | 1. Hälfte 19. Jahrhundert                            | Einstöckiges Umgebindehaus, langgestreckter Baukörper, mit hölzernem Wirtschaftsteil, baugeschichtlich von Bedeutung | 08962724 |
| Direkt Bild zu diesem Denkmal hochladen | Wohnstallhaus (ehemaliges Umgebinde) | Zumpestraße 1 (Karte) | 1. Hälfte 19. Jahrhundert                            | Obergeschoss Fachwerk verschiefert, weitgehend regionaltypisches Aussehen, baugeschichtlich von Bedeutung | 08962715 |
| Direkt Bild zu diesem Denkmal hochladen | Wohnhaus | Zumpestraße 2 (Karte) | Um 1850                                              | Obergeschoss Fachwerk, mit ornamentaler Verbretterung, baugeschichtlich von Bedeutung | 08962716 |
| Direkt Bild zu diesem Denkmal hochladen | Häuserblock (Einzeldenkmal zu ID-Nr. 09303343) | Zumpestraße 4, 6, 8, 10, 12, 14 (Karte) | 1937                                                 | Einzeldenkmal der Sachgesamtheit Siemens-Siedlung | 08962714 |
| Direkt Bild zu diesem Denkmal hochladen | Wohnstallhaus | Zumpestraße 15 (Karte) | 1. Hälfte 19. Jahrhundert                            | Obergeschoss Fachwerk; Holzkonstruktion erhalten, baugeschichtlich von Bedeutung | 08962746 |
| Direkt Bild zu diesem Denkmal hochladen | Wohnstallhaus (Umgebinde) mit Anbau und integriertem Wirtschaftsteil | Zumpestraße 21 (Karte) | 1. Hälfte 19. Jahrhundert, später überformt          | Zweigeschossiger Ausbau unter Schleppdach in Fachwerk (zweifarbig verschiefert), hölzerner Wirtschaftsteil, baugeschichtlich von Bedeutung | 08962747 |
| Direkt Bild zu diesem Denkmal hochladen | Wohnhaus (Umgebinde) | Zumpestraße 25 (Karte) | 1. Hälfte 19. Jahrhundert                            | Eingeschossiges Umgebindehaus, in der Konstruktion weitgehend erhalten, baugeschichtlich von Bedeutung | 08962748 |

## Eichen
| Bild                                    | Bezeichnung                                              | Lage                               | Datierung                           | Beschreibung | ID       |
| --------------------------------------- | -------------------------------------------------------- | ---------------------------------- | ----------------------------------- | --- | -------- |
| Direkt Bild zu diesem Denkmal hochladen | Wohnhaus (Umgebinde) mit Wirtschaftsteil                 | Bautzener Straße 10 (Karte)        | Bezeichnet mit 1841                 | Eingeschossig mit hölzernem Wirtschaftsteil, baugeschichtlich von Bedeutung | 08962772 |
| Direkt Bild zu diesem Denkmal hochladen | Wohnhaus                                                 | Bautzener Straße 19 (Karte)        | Um 1850                             | Eingeschossiges massiv, wahrscheinlich ehemals Zolleinnehmerstation, im ursprünglichen Aussehen erhalten, ortsgeschichtlich von Bedeutung                                                                   | 08962773 |
|                                         | Wohnhaus (Umgebinde) mit Wirtschaftsteil                 | Erntekranzweg 4 (Karte)            | Um 1850                             | Eingeschossig, im Sinne des ursprünglichen Aussehens gut wiederhergestellt, baugeschichtlich von Bedeutung                                                                                                  | 08962775 |
| Direkt Bild zu diesem Denkmal hochladen | Wohnhaus (Umgebinde) mit Wirtschaftsteil und Anbau       | Erntekranzweg 20 (Karte)           | Bezeichnet mit 1848, zum Teil älter | Obergeschoss Fachwerk, Wirtschaftsteil massiv (wahrscheinlich ältester Teil), Konglomerat verschiedener Bauphasen im regionaltypischen Aussehen, baugeschichtlich von Bedeutung                             | 08962774 |
|                                         | Wohnhaus (Umgebinde) mit Wirtschaftsteil und Anbauten    | Heidelbergstraße 30 (Karte)        | 1. Hälfte 19. Jahrhundert           | Eingeschossig, baugeschichtlich von Bedeutung | 08962777 |
|                                         | Wohnhaus (Umgebinde) mit integriertem Wirtschaftsteil    | Heidelbergstraße 37 (Karte)        | 1. Hälfte 19. Jahrhundert           | Eingeschossig, baugeschichtlich von Bedeutung | 08962779 |
|                                         | Wohnhaus (Umgebinde)                                     | Heidelbergstraße 40 (Karte)        | 1. Hälfte 19. Jahrhundert           | Eingeschossig, gesamter Bau Holzkonstruktion, hochgradig im ursprünglichen Aussehen erhalten, baugeschichtlich von Bedeutung                                                                                | 08962778 |
| Direkt Bild zu diesem Denkmal hochladen | Wohnhaus (ehemals Gasthof Wendler, ursprünglich Vorwerk) | Heidelbergstraße 46 (Karte)        | Bezeichnet mit 1849                 | Obergeschoss Fachwerk verschiefert, mit schönem profilierten Granit-Türgewände, baugeschichtlich von Bedeutung                                                                                              | 08962776 |
| Direkt Bild zu diesem Denkmal hochladen | Wohnhaus (Umgebinde) mit Anbau                           | Straße der Freundschaft 16 (Karte) | 1. Hälfte 19. Jahrhundert           | Hochgradig im ursprünglichen Aussehen erhaltenes, einstöckiges Umgebindehaus, baugeschichtlich von Bedeutung                                                                                                | 08962782 |
| Direkt Bild zu diesem Denkmal hochladen | Wohnhaus mit Anbau                                       | Straße der Freundschaft 26 (Karte) | Um 1850                             | Obergeschoss Fachwerk verbrettert, Standardtyp der späteren regionalen Holzbauweise, baugeschichtlich von Bedeutung                                                                                         | 08962780 |
| Direkt Bild zu diesem Denkmal hochladen | Wohnhaus (Umgebinde) und Seitengebäude eines Bauernhofes | Straße der Freundschaft 47 (Karte) | Bezeichnet mit 1838                 | Obergeschoss Fachwerk, neu zweifarbig verschiefert, mit ausgesprochen schönem Türgewände und Türblatt, Seitengebäude mit Fachwerk-Obergeschoss, wirtschaftsgeschichtlich und baugeschichtlich von Bedeutung | 08962781 |

## Fuchs
| Bild                                    | Bezeichnung                                    | Lage                           | Datierung                                 | Beschreibung | ID       |
| --------------------------------------- | ---------------------------------------------- | ------------------------------ | ----------------------------------------- | --- | -------- |
| Direkt Bild zu diesem Denkmal hochladen | Felsenkeller                                   | An der Spree 1 (bei) (Karte)   | 19. Jahrhundert                           | Wirtschaftsgeschichtlich von Bedeutung | 08962788 |
|                                         | Wohnstallhaus (Umgebinde) mit Scheunenteil     | An der Spree 2 (Karte)         | 1. Hälfte 19. Jahrhundert                 | Obergeschoss Fachwerk verschiefert, mit hölzernem Scheunenteil, gut im ursprünglichen Aussehen erhalten, baugeschichtlich und wirtschaftsgeschichtlich von Bedeutung                                 | 08962790 |
| Direkt Bild zu diesem Denkmal hochladen | Wohnhaus mit Nebengebäude sowie Hofpflasterung | August-Bebel-Straße 41 (Karte) | Bezeichnet mit 1891                       | Historisierend mit villenartigem Charakter, dominanter Eckturm, baugeschichtlich von Bedeutung | 08962800 |
| Direkt Bild zu diesem Denkmal hochladen | Mietvilla                                      | August-Bebel-Straße 45 (Karte) | Bezeichnet mit 1901                       | Historisierend mit einigem Ornament (schöne hölzerne Zierteile), straßenbildprägende Lage, baugeschichtlich von Bedeutung                                                                            | 08962799 |
| Direkt Bild zu diesem Denkmal hochladen | Wohnhaus                                       | August-Bebel-Straße 47 (Karte) | Bezeichnet mit 1871, möglicherweise älter | Obergeschoss Fachwerk, zweifarbig ornamental verschiefert, ursprünglich vermutlich Umgebindehaus, Besonderheit: Zyklopenmauerwerk im massiven Teil des Erdgeschosses, baugeschichtlich von Bedeutung | 08962797 |
| Direkt Bild zu diesem Denkmal hochladen | Wohnhaus (Umgebinde)                           | August-Bebel-Straße 49 (Karte) | Bezeichnet mit 1871, im Kern älter        | Obergeschoss Fachwerk verschiefert, Rückseite verbrettert, an straßenbildprägender Stelle, baugeschichtlich von Bedeutung                                                                            | 08962795 |
| Direkt Bild zu diesem Denkmal hochladen | Wohnhaus                                       | Grenzstraße 1 (Karte)          | 1. Hälfte 19. Jahrhundert                 | Obergeschoss Fachwerk, regionaltypische Holzkonstruktion, baugeschichtlich von Bedeutung | 08962794 |
| Direkt Bild zu diesem Denkmal hochladen | Wohnstallhaus (Umgebinde)                      | Grenzstraße 30 (Karte)         | 1. Hälfte 19. Jahrhundert                 | Obergeschoss Fachwerk, Giebelseite verschiefert, Relikt landschaftstypischer Holzbauweise im ansonsten veränderten Kontext, baugeschichtlich von Bedeutung                                           | 08962791 |
| Direkt Bild zu diesem Denkmal hochladen | Wohnhaus (Umgebinde) mit Wirtschaftsteil       | Hatscheweg 1 (Karte)           | 1. Hälfte 19. Jahrhundert                 | Eingeschossig mit hölzernem Wirtschaftsteil; weitgehend im ursprünglichen Aussehen erhalten, baugeschichtlich von Bedeutung                                                                          | 08962793 |

## Lindenberg
| Bild                                    | Bezeichnung                              | Lage                           | Datierung                 | Beschreibung | ID       |
| --------------------------------------- | ---------------------------------------- | ------------------------------ | ------------------------- | --- | -------- |
| Direkt Bild zu diesem Denkmal hochladen | Wohnstallhaus                            | Lindenberger Straße 28 (Karte) | 1. Hälfte 19. Jahrhundert | Obergeschoss Fachwerk verkleidet, Konstruktion erhalten, einfaches Beispiel regionaltypischer Holzbauweise, baugeschichtlich von Bedeutung                                                      | 08962764 |
| Direkt Bild zu diesem Denkmal hochladen | Wohnhaus (Umgebinde)                     | Lindenberger Straße 36 (Karte) | 1. Hälfte 19. Jahrhundert | Eingeschossig, im ursprünglichen regionaltypischen Aussehen erhalten, baugeschichtlich von Bedeutung                                                                                            | 08962765 |
| Direkt Bild zu diesem Denkmal hochladen | Wohnhaus (Umgebinde)                     | Lindenberger Straße 38 (Karte) | Bezeichnet mit 1860       | Doppelstubenhaus, Obergeschoss und Giebel Fachwerk, mehrfarbig verschiefert, Umgebinde mit profilierten Säulen, baugeschichtlich von Bedeutung                                                  | 08962766 |
| Direkt Bild zu diesem Denkmal hochladen | Wohnhaus (Umgebinde)                     | Lindenberger Straße 40 (Karte) | 1. Hälfte 19. Jahrhundert | Eingeschossig, ehemaliger Wirtschaftsteil noch erkennbar, trotz geringer Veränderungen (Türbereich) insgesamt in der Holzkonstruktion und im Dachstuhl erhalten, baugeschichtlich von Bedeutung | 08962767 |
| Direkt Bild zu diesem Denkmal hochladen | Wohnhaus (Umgebinde) mit Wirtschaftsteil | Lindenberger Straße 67 (Karte) | Um 1850                   | Obergeschoss Fachwerk, zweifarbig ornamental verschiefert, baugeschichtlich von Bedeutung | 08962763 |
| Direkt Bild zu diesem Denkmal hochladen | Wohnhaus (Umgebinde)                     | Pickaer Straße 5 (Karte)       | 1. Hälfte 19. Jahrhundert | Einstöckiges Umgebindehaus, hochgradig im Aussehen erhaltenes Beispiel einer Aussiedlungs-Gartennahrung, baugeschichtlich von Bedeutung                                                         | 08962768 |
| Direkt Bild zu diesem Denkmal hochladen | Wohnhaus (Umgebinde)                     | Pickaer Straße 11 (Karte)      | 1. Hälfte 19. Jahrhundert | Einstöckiges Umgebindehaus, Giebel mit Zierverbretterung, trotz Veränderung im hinteren Bereich noch weitgehend im ursprünglichen Aussehen erhalten, baugeschichtlich von Bedeutung             | 08962769 |

## Picka
| Bild | Bezeichnung | Lage                              | Datierung                                                      | Beschreibung | ID       |
| ---- | --- | --------------------------------- | -------------------------------------------------------------- | --- | -------- |
|      | Vorwerk Picka (Sachgesamtheit) mit Schlössel                                                                                | Am Galgenberg 1, 6, 8, 10 (Karte) | 1631 erwähnt                                                   | Sachgesamtheit Vorwerk des Ritterguts Oppach mit Schäferei (ehemaliges Stallgebäude, Nr. 6 und 8), Scheune (Nr. 10) und Försterei (Nr. 1) – alle Einzeldenkmale unter gleicher Anschrift, siehe 08962770 – sowie Allee (Gartendenkmal); 1856 Försterhaus umgebaut als Sommer- und Jagdsitz der Herrschaft, als sogenanntes Schlössel, dazu die Scheune und die Schäferei, im Herrenhaus bemerkenswerte Deckengestaltung, über rückseitigem Eingang Wappenkartusche mit N (Nostitz) und J (Jänckendorf), im Nordosten des Ortes 150 Meter lange Allee, baugeschichtlich und ortsgeschichtlich von Bedeutung | 09303806 |
|      | Schäferei (ehemaliges Stallgebäude, Nr. 6 und 8), Scheune (Nr. 10) und Försterei (Nr. 1), Einzeldenkmale zu ID-Nr. 09303806 | Am Galgenberg 1, 6, 8, 10 (Karte) | 1631 erwähnt (Herrenhaus); um 1800 (Schäferei); 1821 (Scheune) | Einzeldenkmale der Sachgesamtheit Vorwerk des Ritterguts Oppach | 08962770 |

## Streichungen von der Denkmalliste

### Streichungen von der Denkmalliste (Oppach)
| Bild                                    | Bezeichnung                                           | Lage                            | Datierung                 | Beschreibung | ID       |
| --------------------------------------- | ----------------------------------------------------- | ------------------------------- | ------------------------- | --- | -------- |
| Direkt Bild zu diesem Denkmal hochladen | Tribünenbrücke des Stadions                           | Lindenberger Straße 33a (Karte) | 1936                      | Mit Treppenaufgang, allen Wangen und anderen in regelmäßigem Granit gemauerten Teilen, unmittelbar neben dem Rasenplatz des Sportplatzes gelegen, überfängt den Wassergrundgraben, Areal genutzt für Siegerehrungen bei Sportwettkämpfen und ähnliches, gebaut mit dem Anlegen des Sportplatzes 1936, dieser mit seinen ganzen Baumreihen und Hecken authentisch erhalten, baugeschichtlicher und ortsgeschichtlicher Wert. Zwischen 2014 und 2019 aus der Denkmalliste gestrichen. | 09304523 |
| Direkt Bild zu diesem Denkmal hochladen | Wohnhaus und Seitengebäude                            | Straße der Jugend 4 (Karte)     | 1. Hälfte 19. Jahrhundert | Obergeschoss Fachwerk verschiefert, Wirtschaftsgebäude über Eck angebaut (in Holzkonstruktion, mit Durchfahrt), baugeschichtlich von Bedeutung. 2011 von der Denkmalliste gestrichen. | 08962723 |
| Direkt Bild zu diesem Denkmal hochladen | Wohnhaus (Umgebinde) mit integriertem Wirtschaftsteil | Straße der Jugend 8 (Karte)     | 1. Hälfte 19. Jahrhundert | Einstöckiges Umgebindehaus, regionaltypische Holzbauweise, baugeschichtlich von Bedeutung. Zwischen 2019 und 2023 abgerissen. | 08962725 |

### Streichungen von der Denkmalliste (Fuchs)
| Bild                                    | Bezeichnung                                        | Lage                      | Datierung | Beschreibung | ID       |
| --------------------------------------- | -------------------------------------------------- | ------------------------- | --------- | --- | -------- |
| Direkt Bild zu diesem Denkmal hochladen | Wohnhaus (Umgebinde)                               | An der Auemühle 4 (Karte) | Um 1800   | Eingeschossiges Umgebindehaus, baugeschichtlich von Bedeutung. Zwischen 2019 und 2023 abgerissen.                   | 09303454 |
| Direkt Bild zu diesem Denkmal hochladen | Wohnhaus (Umgebinde) eines Bauernhofes, ohne Anbau | Hatscheweg 7 (Karte)      | Um 1850   | Einstöckiges Umgebindehaus, baugeschichtlich von Bedeutung. Zwischen 2014 und 2019 aus der Denkmalliste gestrichen. | 08962792 |

## Tabellenlegende
- Bild: Bild des Kulturdenkmals, ggf. zusätzlich mit einem Link zu weiteren Fotos des Kulturdenkmals im Medienarchiv Wikimedia Commons. Wenn man auf das Kamerasymbol klickt, können Fotos zu Kulturdenkmalen aus dieser Liste hochgeladen werden:
- Bezeichnung: Denkmalgeschützte Objekte und ggf. Bauwerksname des Kulturdenkmals
- Lage: Straßenname und Hausnummer oder Flurstücknummer des Kulturdenkmals. Die Grundsortierung der Liste erfolgt nach dieser Adresse. Der Link (Karte) führt zu verschiedenen Kartendiensten mit der Position des Kulturdenkmals. Fehlt dieser Link, wurden die Koordinaten noch nicht eingetragen. Sind diese bekannt, können sie über ein Tool mit einer Kartenansicht einfach nachgetragen werden. In dieser Kartenansicht sind Kulturdenkmale ohne Koordinaten mit einem roten bzw. orangen Marker dargestellt und können durch Verschieben auf die richtige Position in der Karte mit Koordinaten versehen werden. Kulturdenkmale ohne Bild sind an einem blauen bzw. roten Marker erkennbar.
- Datierung: Baubeginn, Fertigstellung, Datum der Erstnennung oder grobe zeitliche Einordnung entsprechend des Eintrags in der sächsischen Denkmaldatenbank
- Beschreibung: Kurzcharakteristik des Kulturdenkmals entsprechend des Eintrags in der sächsischen Denkmaldatenbank, ggf. ergänzt durch die dort nur selten veröffentlichten Erfassungstexte oder zusätzliche Informationen
- ID: Vom Landesamt für Denkmalpflege Sachsen vergebene, das Kulturdenkmal eindeutig identifizierende Objekt-Nummer. Der Link führt zum PDF-Denkmaldokument des Landesamtes für Denkmalpflege Sachsen. Bei ehemaligen Kulturdenkmalen können die Objektnummern unbekannt sein und deshalb fehlen bzw. die Links von aus der Datenbank entfernten Objektnummern ins Leere führen. Ein ggf. vorhandenes Icon  führt zu den Angaben des Kulturdenkmals bei Wikidata.